# Waterloo (film)
Waterloo (ros. Ватерлоо, Waterloo) – radziecko-włoski dramat wojenny z 1970 roku, oparty na wydarzeniach z bitwy pod Waterloo. W filmie użyto ok. 15 tys. żołnierzy jako statystów w scenach bitewnych.   

## Fabuła
Akcja rozpoczyna się w czasach wojen napoleońskich, które sprawiły, że Napoleon Bonaparte, po abdykacji, został wygnany na Elbę. Jednak Bonapartemu udaje się z niej uciec i wrócić do Francji, aby ponownie sięgnąć po władzę.
Wyrusza na Waterloo, gdzie dochodzi do krwawej bitwy między wojskami francuskimi a angielskimi i pruskimi. Jego armia przegrywa jednak starcie i musi ponownie abdykować.

## Obsada
- Rod Steiger – Napoleon Bonaparte
- Christopher Plummer – Arthur Wellesley, 1. książę Wellington
- Orson Welles – król Ludwik XVIII
- Jack Hawkins – generał porucznik sir Thomas Picton
- Virginia McKenna – księżna Charlotte Lennox
- Dan O’Herlihy – marszałek Michel Ney
- Rupert Davies – pułkownik Alexander Gordon, 4. książę Gordon
- Philippe Forquet – generał brygady wicehrabia Charles de La Bédoyère
- Gianni Garko – generał major Antoine Drouot
- Ivo Garrani – marszałek Nicolas Jean-de-Dieu Soult
- Ian Ogilvy – pułkownik sir William Howe De Lancey
- Michael Wilding – generał major sir William Ponsonby
- Sergo Zakariadze – feldmarszałek Gebhard von Blücher, książę Wahlstatt
- Terence Alexander – generał porucznik lord Henry Paget, 2. hrabia Uxbridge
- Andrea Checchi – żołnierz Starej Gwardii
- Donal Donnelly – kapral O’Connor
- Charles Millot – marszałek Emmanuel de Grouchy, markiz de Grouchy
- Jewgienij Samojłow – generał brygady Pierre Cambronne
- Oleg Widow – Tomlinson
- Charles Borromel – Mulholland
- Peter Davies – podpułkownik lord James Hay
- Veronica De Laurentiis – Magdalene De Lancey
- Władimir Drużnikow – generał dywizji Étienne Maurice Gérard, hrabia Gerard
- Willoughby Gray – major William Ramsay
- Roger Green – Duncan
- Orso Maria Guerrini – oficer
- Richard Heffer – kapitan Cavalié Mercer
- Orazio Orlando – Constant
- John Savident – generał major Karl von Müffling
- Jeffry Wickham – pułkownik sir John Colborne
- Susan Wood – Lady Sarah Lennox
- Giennadij Judin – grenadier Chactas

## Wersja polska
Opracowanie i udźwiękowienie wersji polskiej: Studio Opracowań Filmów w Warszawie

Reżyseria: Jerzy Twardowski

Dialogi: Krystyna Albrecht

Dźwięk: Zdzisław Siwecki

Montaż: Maria Sucharska

Kierownictwo produkcji: Jan Szatkowski

Wystąpili:
- Tadeusz Bartosik – Napoleon Bonaparte
- Wieńczysław Gliński – Arthur Wellesly, 1. książę Wellington
- Leon Pietraszkiewicz – generał porucznik sir Thomas Picton
- Zbigniew Kryński – generał brygady Pierre Cambronne
- Irena Laskowska – księżna Charlotte Lennox
- Maciej Maciejewski – marszałek Michel Ney
- Mariusz Dmochowski – generał brygady wicehrabia Charles de La Bédoyère
- Witold Kałuski – generał porucznik lord Henry Paget, 2. hrabia Uxbridge
- Ryszard Bacciarelli
- Andrzej Bogucki
- Czesław Byszewski
- Tadeusz Czechowski
- Andrzej Chrzanowski
- Józef Fryźlewicz
- Stefan Knothe
- Zygmunt Listkiewicz
- Zygmunt Maciejewski
- Krzysztof Machowski
- Jerzy Matałowski
- Teresa Olenderczyk

Lektor: Janusz Kozioł
Źródło: 